# (500272) 2012 MC3
(500272) 2012 MC3 es un asteroide perteneciente al cinturón de asteroides, descubierto el 16 de mayo de 2012 por el equipo del Pan-STARRS desde el Observatorio de Haleakala, Hawái, Estados Unidos.

## Designación y nombre
Designado provisionalmente como 2012 MC3.

## Características orbitales
2012 MC3 está situado a una distancia media del Sol de 2,598 ua, pudiendo alejarse hasta 2,610 ua y acercarse hasta 2,585 ua. Su excentricidad es 0,004 y la inclinación orbital 21,63 grados. Emplea 1529,53 días en completar una órbita alrededor del Sol.

## Características físicas
La magnitud absoluta de 2012 MC3 es 17,1.